# Turystyka modowa
Turystyka modowa to rodzaj turystyki kulturowej, który opiera się na zainteresowaniu modą. Polega na podróżowaniu do miejsc związanych z historią mody, wytwarzaniem mody lub prezentujących jej różne aspekty, w celu doświadczania i poznawania mody. Wiąże się z uczestnictwem w festiwalach i wydarzeniach modowych, jak również z odwiedzaniem muzeów i sklepów.

## Definicje turystyki modowej
Turystyka modowa opisywana jest również jako niszowy segment rynku, rozwinięty z trzech głównych sektorów turystyki, chodzi tu o turystykę kreatywną, kulturową oraz zakupową. Definiowana jest jako interakcja między organizacjami marketingu miejsc docelowych (Destination Marketing Organizations), stowarzyszeniami handlowymi, dostawcami turystyki i społecznościami przyjmującymi, z osobami podróżującymi i odwiedzającymi określone miejsce w celach biznesowych lub wypoczynkowych, aby cieszyć się, eksperymentować, studiować, odkrywać, handlować, komunikować się i konsumować modę. Turystyka modowa w tym przypadku łączona jest z rozwojem lokalnych, regionalnych lub narodowych programów politycznych i handlowych.
Jennifer Craik wychodzi od samego pojęcia mody definiując zjawisko turystyki modowej. Nazywa modę „obliczem globalnej wioski”, tworem o wielu twarzach. Twarze te nakładają się na siebie i tworzą siatki. Moda w tym wypadku jest przekaźnikiem wielu wiadomości, takich jak: tożsamość kulturowa, marki globalne, lokalne, odrębność, uniwersalność stylu, autentyczność, tradycja kulturowa, rękodzieło. Turyści wchłaniają te wiadomości prawie nieświadomie. To, jak turysta przetworzy te informacje, wpłynie na podejmowane przez niego decyzje. Finalnie świat mody łączy się ze światem turystyki, a coraz bardziej niszowy gatunek turystyki modowej staje się nieodłączną częścią przemysłu turystycznego, gdy turystyka stała się dodatkiem do przemsłu mody. Moda i turystyka służą tworzeniu marzeń i obrazów inności, w których konsumenci mogą podróżować do wyśnionego miejsca. Turystyka modowa to logiczne udoskonalenie tkania snów.
Krótsza definicja turystyki modowej brzmi, iż jest to zjawisko, w którym ludzie podróżują i przebywają poza ich zwykłym środowiskiem, aby cieszyć się, doświadczać i ewentualnie konsumować modę.
Turystyką modową jest podróżowanie z jednego do drugiego miejsca w celu zakupu lub oglądania mody.